# Algeciras (Kolumbia)
Algeciras – miasto w Kolumbii, w departamencie Huila.